# Gengangeren på Berkeley Square
Gengangeren på Berkeley Square (originaltitel Berkeley Square) er en amerikansk fantasy dramafilm fra 1933, instrueret af Frank Lloyd. Filmen har Leslie Howard og Heather Angel i hovedrollerne. Den fortæller historien om den unge amrikaner, Peter Standish, som bliver sendt tilbage til London i tiden kort efter Den amerikanske revolution hvor han møder sine forfædre.
Manuskriptet blev skrevet af Sonya Levien og John L. Balderston baseret på Balderstons skuespil Berkeley Square, der var løst baseret på den ufærdige roman The Sense of the Past fra 1917 af Henry James.
Leslie Howard modtog en nominering til en Oscar for bedste mandlige hovedrolle for sin rolle i filmen.